# Obras de Demóstenes

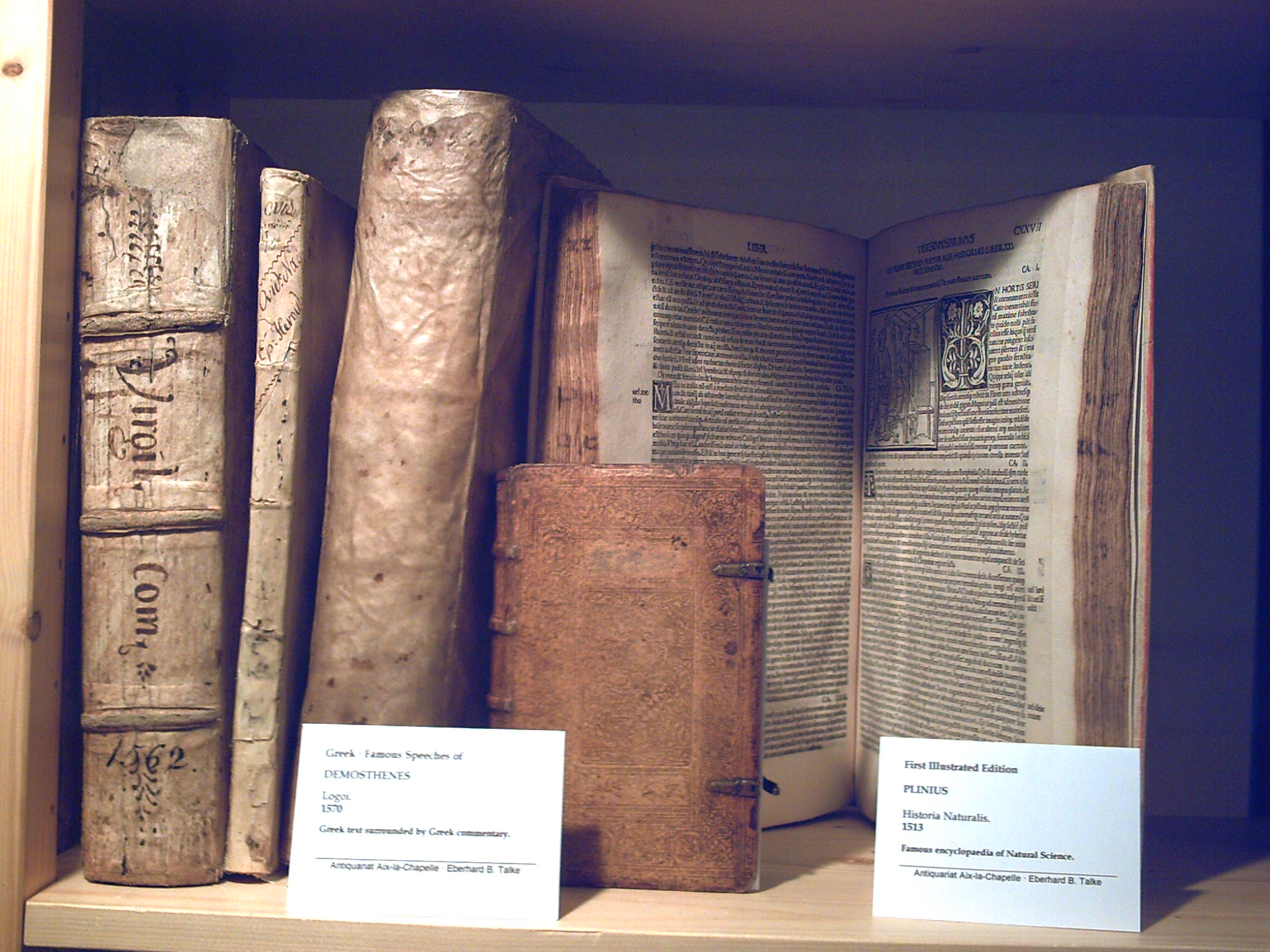
El Logoi, los famosos discursos de Demóstenes, en una edición de 1570, en griego, junto con otras obras del mismo periodo.

Demóstenes (Atenas, 384 a. C. - Calauria, 322 a. C.) fue un importante político y orador griego que nació y vivió en Atenas. Sus obras constituyen la última expresión significativa del progreso intelectual ateniense, y ofrecen una profunda visión de la cultura y la política de la antigua Grecia. El llamado Canon Alejandrino, compilado por Aristófanes de Bizancio y Aristarco de Samotracia, reconoce a Demóstenes como uno de los 10 mayores logógrafos y oradores áticos. Según Longino, Demóstenes "perfeccionó al máximo el tono del discurso idealista, pasional, abundante, preparado, rápido".
Cicerón le aclamó como "el orador perfecto" al que no le faltaba de nada y Quintiliano le alabó dirigiéndose a él como "lex orandi" ("la norma de la oratoria") y diciendo de él que "inter omnes unus excellat" ("se encuentra sólo entre el resto de oradores").

## Tradición manuscrita
Demóstenes probablemente escribió y publicó la mayoría de sus discursos. En la generación posterior a su muerte, los textos de sus discursos pervivieron en al menos dos lugares: la ciudad de Atenas y la Biblioteca de Alejandría. Durante este periodo Calímaco fue el responsable de crear el catálogo con todos los volúmenes contenidos en la Biblioteca. En ese catálogo, los discursos de Demóstenes fueron incorporados en el cuerpo de literatura griega clásica, catalogado y estudiado por los estudiantes del período helenístico. Desde entonces hasta el siglo IV, se multiplicaron las copias de sus discursos en un tiempo en que Demóstenes fue considerado el escritor más importantes en el mundo de la retórica, y cualquier estudiante de retórica necesitaba acceso a sus obras. Gracias a esto, los textos de sus discursos se encontraban en una buena situación para sobrevivir el tenso periodo entre los siglos VI y IX.
Los estudiosos han llegado a registrar 258 manuscritos bizantinos de los discursos de Demóstenes y 21 extractos. Las ediciones modernas de estos discursos se basan en cuatro de estos manuscritos:
- Venetus Marcianus 416, del siglo X, (denominado F), que incluye los 61 discursos que han pervivido. La edición de Aldine Press se basaba en tres manuscritos de la misma familia que F, aunque no el la propia F.[6]
- Monacensis Augustanus 485, de los siglos X u XI, (denominado A), que incluye 44 discursos. Los omitidos son 12, 45, 46, 52, 60 y 61.[6]
- Parisinus 2935, de los siglos X u XI, (denominado Y), que incluye 29 discursos (1-21, 23, 22, 24-26, 59, 61 y 60 en ese orden).[6]
- Parisinus 2934, de los siglos X u XI, (denominado S) y considerado el texto más fiable por muchos estudiosos.[7] Omite el texto 12 (Carta a Filipo) pero incluye los 60 discursos. Un facsímil del texto fue publicado en 1892-93, en París, por H. Omont.[8]

## Autoría
La autoría de al menos nueve de los 69 discursos se encuentra discutida. F. Blass cuestiona la autoría de los siguientes discursos: Cuarta Filípica, Discurso Fúnebre, Ensayo Erótico, Contra Estéfano 2 y Contra Evergo y Menesíbulo. A. Schaefer considera que sólo son genuinos veintinueve, cuestionando la autoría de, entre otros, los siguientes: Respuesta a Filipo, Contra Leocares, Contra Estéfano 1 y Contra Eubúlides. Friedrich Blass considera que hubo nueve discursos más que el orador escribió, pero que no han pervivido.

## Prólogos
Bajo el título colectivo prooimia (o prooimia dēmēgorika), prólogos o preámbulos, se recopilaron cincuenta y cinco escritos. Eran prólogos de introducción a los discursos de Demóstenes, recopilados por Calímaco para la Biblioteca de Alejandría, y que fueron preservados en diversos de los manuscritos que contienen el texto de los discursos. Los textos varían bastante en longitud, si bien la mayoría son de alrededor de una página, o quizás algo menos. La mayoría de los prólogos no tienen relación alguna con los discursos que nos han llegado salvo cinco, que sí que hacen referencia a discursos promulgados por Demóstenes ante la Asamblea, si bien sólo tenemos diecisiete de sus discursos públicos. Los temas que surgen varían considerablemente, y no hay un orden aparente.
Estos prólogos posibilitan un mayor entendimiento de la actitud ateniense frente a su democracia, así como las reacciones e incluso las expectativas de la audiencia que acudía a la Asamblea. Calímaco creía que Demóstenes era el autor de los prólogos, al igual que Julio Pólux y Estobeo. Los estudiosos modernos están divididos: Algunos los rechazan, mientras que otros los consideran auténticos.

## Cartas
Hay seis cartas escritas bajo la firma de Demóstenes, pero su autoría ha sido objeto de fieros debates. J.A. Goldstein considera las cartas como auténticas cartas apologéticas que fueron enviadas a la Asamblea ateniense y considera que, "ya tuvieran las cartas un origen espurio de propaganda o de ficciones retóricas, el objetivo del autor habría sido presentar una defensa de la carrera de Demóstenes, una autodefensa simulada". Las primeras cuatro cartas datan de la época del exilio de Demóstenes en 323 a. C., la quinta de su juventud, y la sexta de la época de la Guerra Lamiaca.